# Lap of Honour
Lap of Honour — перший мініальбом англійської групи Kaiser Chiefs, який вийшов 18 січня 2005 року.

## Композиції
1. Sink That Ship – 2:37
2. Hard Times Send Me - 2:42
3. Think About You (and I Like It) – 4:50
4. Not Surprised – 3:25
5. Na Na Na Na Naa – 4:34
6. Seventeen Cups – 3:36
7. Take My Temperature – 4:47

## Учасники запису
- Рікі Вілсо — вокал
- Ендрю 'Вайті' Вайт — гітара
- Віджей Містрі — барабани
- Саймон Рікс — бас-гітара
- Нік 'Пінат' Бейнс — клавіші